# مزاکسونیا
مزاکسونیا (به معنی میان‌انگشت‌محورها) (به لاتین: Mesaxonia) (تقریباً مترادف با همه‌تک‌سم‌سانان Panperissodactyla) دسته‌ای از سم‌داران است که وزن آن‌ها بر روی انگشت سوم روی همه پاها از طریق تقارن سطحی پاهایشان پخش می‌شود. برای مدتی اغلب دیده می‌شد که تنها شامل راسته تک‌سم‌سانان یود (که شامل اسب‌ها، کرگدن‌ها و تاپیرها می‌شود). کار اخیر در تبارشاخههای ریخت‌شناسی و دی‌ان‌ای باستانی نشان می‌دهد که چندین دودمان منقرض‌شده، مانند دسته‌ستون‌سانان و برخی از سم‌داران آمریکای جنوبی از Meridiungulata (هر دو گروه به‌طور سنتی به عنوان خویشاوندان آفریقاددان دیده می‌شوند) با تک‌سم‌سانان وابستگی دارند.
- مزاکسونیا
  - † سهمگین‌شاخان[۱]
  - † دغل‌دندانان
  - همهتک‌سم‌سانان
    - † آنتراکوبونیا
      - † Anthracobunidae[۲]
      - † Cambaytheriidae[۲]
      - † دسته‌ستون‌سانان؟[۲][۳]

    - † نرم‌پاشنگان
    - † جنوب‌سمان[۵]
    - تک‌سم‌سانان